# Reverb (矢野顕子のアルバム)
『reverb』（リヴァーブ）は、矢野顕子の20枚目のオリジナル・アルバム。2002年3月20日発売。発売元はEpic Records。

## 概要
エピック在籍最後のオリジナル・アルバム。2曲を除いて、ドラマーのクリフ・アーモンドが共同プロデュースをしている。「Walk, Don’t Run」ではティン・パンが参加。「ウナ・セラ・ディ東京」では大貫妙子がゲスト・ボーカルで参加しているほか、「Dreaming Girl」「You Are What You Eat」では坂本美雨がバックコーラスで参加している。

## 収録曲
特記以外　作詞・作曲：矢野顕子
1. Dreaming Girl
2. You Are What You Eat
  - 作詞：矢野顕子・Jeff Bova
  - The Hammonds名義のアルバム『Life Behind TV』（1997年）で先行発表された楽曲の別バージョン。
3. いないと [It's Us]
  - 作詞：川村結花・矢野顕子
4. Walk, Don’t Run
  - 作曲：Johnny Smith
  - ザ・ベンチャーズの曲のカバー。Instrumental。
5. トランスワールド
  - 作詞・作曲：奥田民生　英語詞：矢野顕子
  - 奥田民生の曲のカバー。アルバム『CAR SONGS OF THE YEARS』収録。
6. Let's Hawai'i
  - 歌詞にも名前が出ている大貫妙子と行った、ハワイ旅行が題材。
7. Money Song
  - 作詞・作曲：奥田民生・矢野顕子
  - 奥田民生との共同制作による作品。
8. ウナ・セラ・ディ東京
  - 作詞：岩谷時子　作曲：宮川泰
  - ザ・ピーナッツの曲のカバー。
  - 2012年のライブアルバム『荒野の呼び声 -東京録音-』に、ライブ演奏が収録された。
9. ねこがかくしているもの [What Cats Feel]
  - 作詞：糸井重里・矢野顕子
10. Good Guy
11. Happiest Drummer
  - 題名の「ドラマー」とは、本演奏のドラムも担当しているショーン・ペルトン（英語版）。